# Les Machines incertaines
Les Machines incertaines est la quatorzième histoire de la série Natacha de Jidéhem, Étienne Borgers et François Walthéry. Elle est publiée pour la première fois du no 2195 au no 2212 du journal Spirou. C'est la suite directe de l'album Instantanés pour Caltech.

## Résumé
Natacha est de retour à Los Angeles en compagnie de Warring qui est sous l’emprise d’un des humanoïdes du vaisseau spatial venu d’ailleurs. Ils doivent retourner à CalTech pour faire disparaitre toutes les données concernant les O.V.N.I.s . Natacha est néanmoins très inquiète pour son ami Walter qui est resté à bord du vaisseau spatial, où il a réussi à déjouer la vigilance de ses gardiens. Il se retrouve sur la Terre en l’année 2484 et découvre ce qui se trame dans le futur…

### Documentation
- Alain De Kuyssche, « Natacha : Des petits miquets à l'âge adulte », dans Natacha t. 3 : Voyages à travers le temps, Dupuis, 2009 (ISBN 978-2-8001-4272-2), p. 2-30.